# Литтл, Тасмин
Тасмин Литтл (англ.  Tasmin Little; род. 13 мая 1965, Лондон) — британская скрипачка, педагог.

## Биография
Дочь актера телевидения Джорджа Литтла. Окончила Школу Иегуди Менухина, а затем Гилдхоллскую школу музыки и театра. В 1982 вышла в финал Ежегодного конкурса BBC для молодых музыкантов.

## Репертуар
Репертуар скрипачки чрезвычайно широк: Бах, Вивальди, Корелли, Моцарт, Гайдн, Леклер, Мендельсон, Бетховен, Шуберт, Шуман, Григ, Черни, Брамс, Лало, Элгар, Фриц Крейслер, Делиус, Бакс, Мошковский, Чайковский, Сибелиус, Глазунов, Брух, Изаи, Лёкё, Дворжак, Рихард Штраус, Мануэль де Фалья, Яначек, Равель, Дебюсси, Барток, Альбан Берг, Пуленк, Воан Вильямс, Бриттен, Мечислав Карлович, Шимановский, Корнгольд, Донаньи, Уильям Ллойд Уэббер, Мессиан, Прокофьев, Лигети, Шнитке, Арво Пярт, Пендерецкий, Вольфганг Рим, Стюарт Макрей, Виллем Йетс, Робин де Раафф и многие другие.
Выступала во многих странах мира, играла с такими коллективами, как Королевский филармонический оркестр, Английский камерный оркестр, Лондонский симфонический оркестр, Лондонский филармонический оркестр, лондонская Филармония, Нью-Йоркский филармонический оркестр, Берлинский филармонический оркестр, берлинский Оркестр Концертхауса, Лейпцигский оркестр Гевандхауса, London Mozart Players, Britten Sinfonia и др.

## Признание
Почетный доктор университета в Брадфорде (1996), где создан Музыкальный центр её имени (). Премия Gold Badge Award за служение музыке (2009). Премия Classical BRIT Awards в номинации Награда критиков (2011) и многие другие награды.